# Herzogstand
El Herzogstand es una montaña situada en las estribaciones bávaras de los Alpes, a 75 km al sur de la ciudad de Múnich. Tiene una altitud de 1731 m y está al noroeste del lago Walchen. Maximiliano II de Baviera hizo construir un pabellón de caza en 1857 debajo de lo que hoy se conoce como casa de Herzogstand. Su sucesor, el rey Ludwig II, hizo construir una logia real más arriba en la montaña en 1865. El teleférico de Herzogstand, renovado en 1994 tras un incendio en 1992, llega hasta la casa de Herzogstand, a 1575 m sobre el nivel del mar, y luego continúa hasta la cumbre de Farnkopf a 1627 m.
El ascenso más popular conduce desde la estación del valle del teleférico a través del lado sur hasta la casa Herzogstand y hasta la cima de la montaña. Un descenso alternativo lleva a lo largo de la cresta algo expuesta pero bien asegurada a la montaña Heimgarten (1790 m), pasando un albergue al sur de Ohlstaedter Alm (1423 m). El descenso hacia el este del Rotwandkopf continúa hasta la ciudad balneario de Walchensee (Kochel).

## Transmisor
La cumbre de Herzogstand se ha utilizado desde 1920 con fines radiotécnicos; una antena de transmisión VLF se erigió entre 1920 y 1934. Hoy, un transmisor de radio FM en Fahrenbergkopf transmite las siguientes estaciones:
| Frecuencia | Programa             | PRA    |
| ---------- | -------------------- | ------ |
| 88.1 MHz   | Bayern 1 (reg. Obb.) | 0,1 kV |
| 91.0 MHz   | Bayern 3             | 0,1 kV |
| 97.0 MHz   | Bayern 2 (reg. Obb.) | 0,1 kV |
| 99.9 MHz   | Radio Alpenwelle     | 0,1 kV |
| 102.0 MHz  | Antenne Bayern       | 0,1 kV |
| 104.1 MHz  | 4 Klassik            | 0,1 kV |
| 104.6 MHz  | Radio Oberland       | 0,1 kV |
| 106.7 MHz  | B 5 aktuell          | 0,1 kV |

## Galería de imágenes

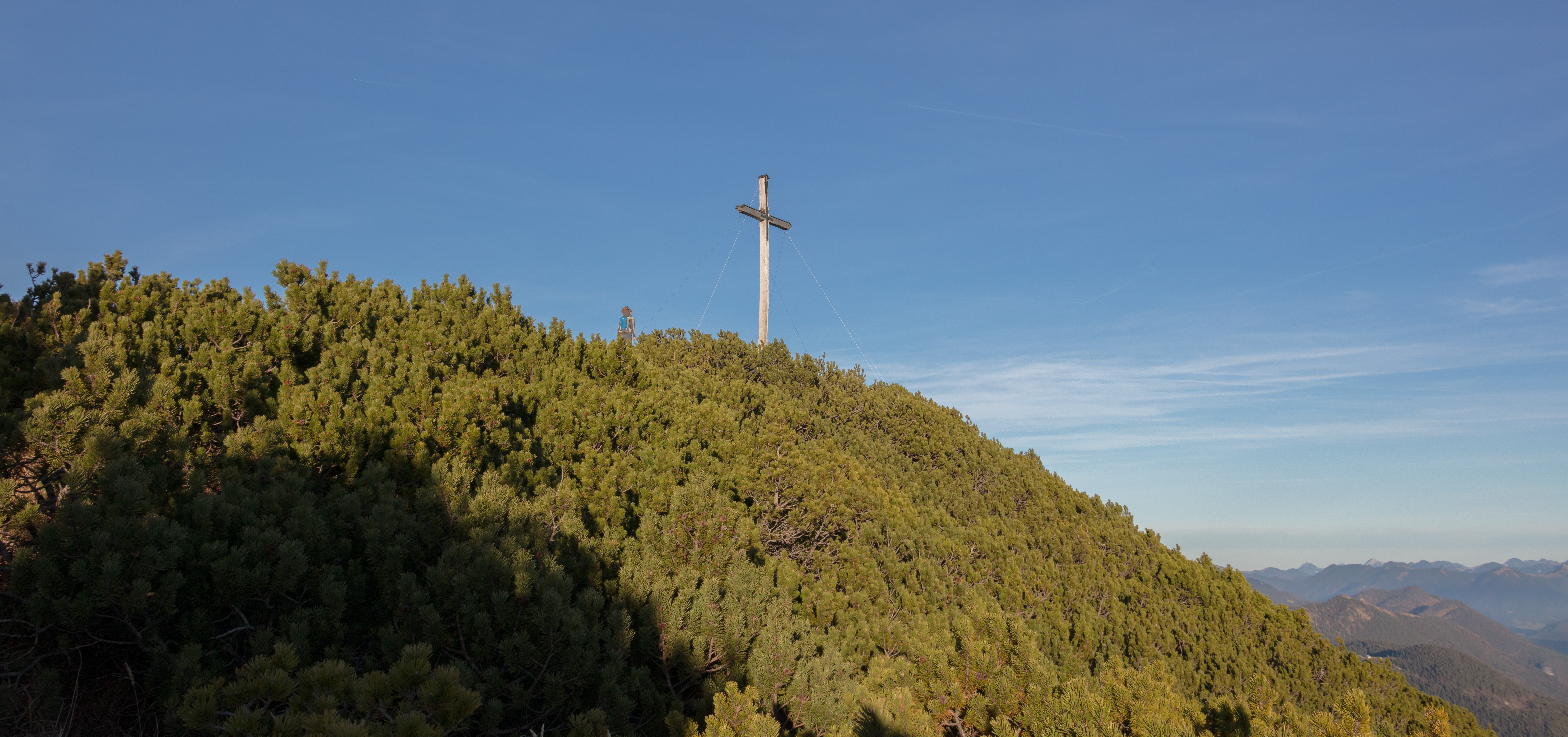
Cruz sobre la cima de Herzogstand.
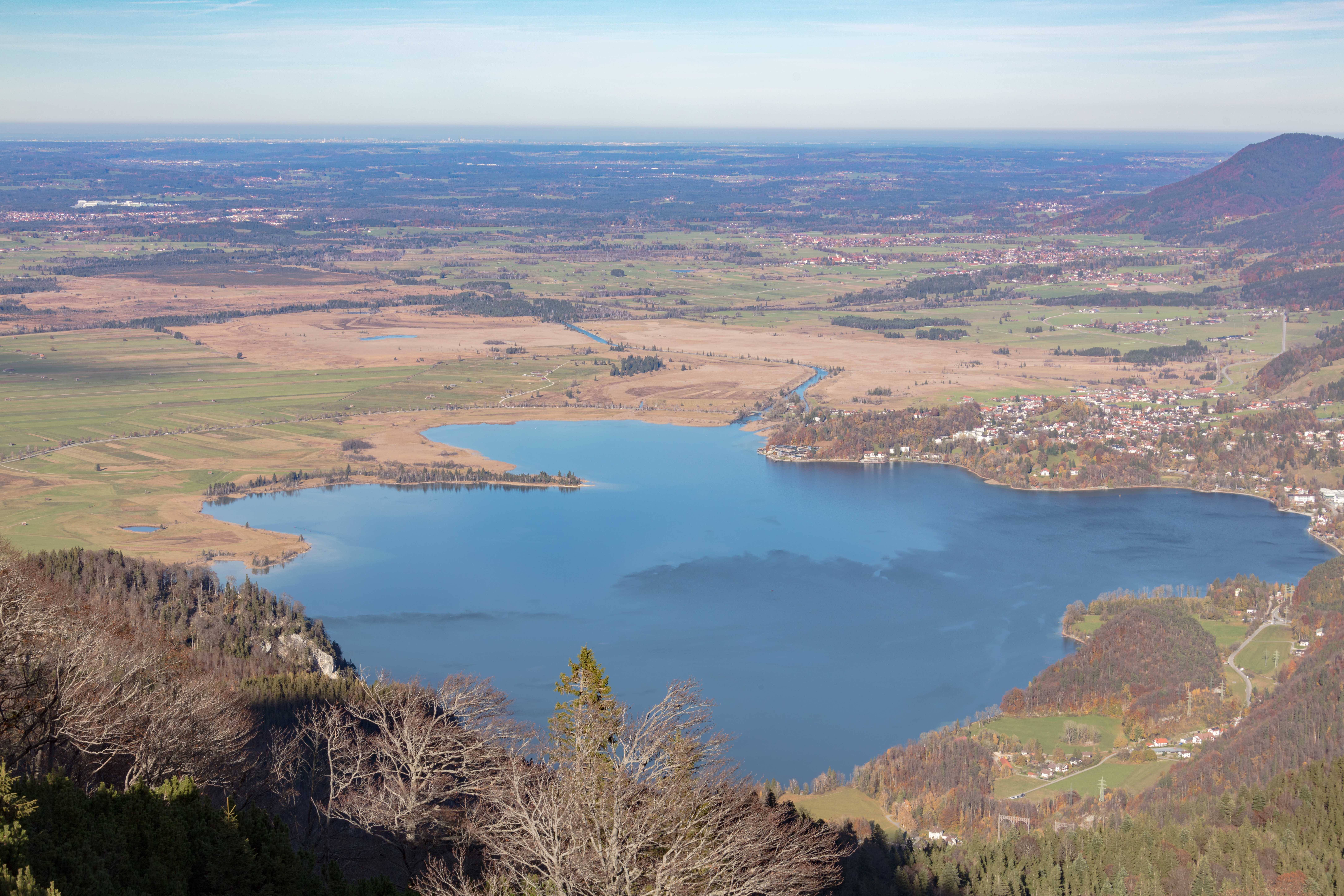
Lago Kochel desde Herzogstand.
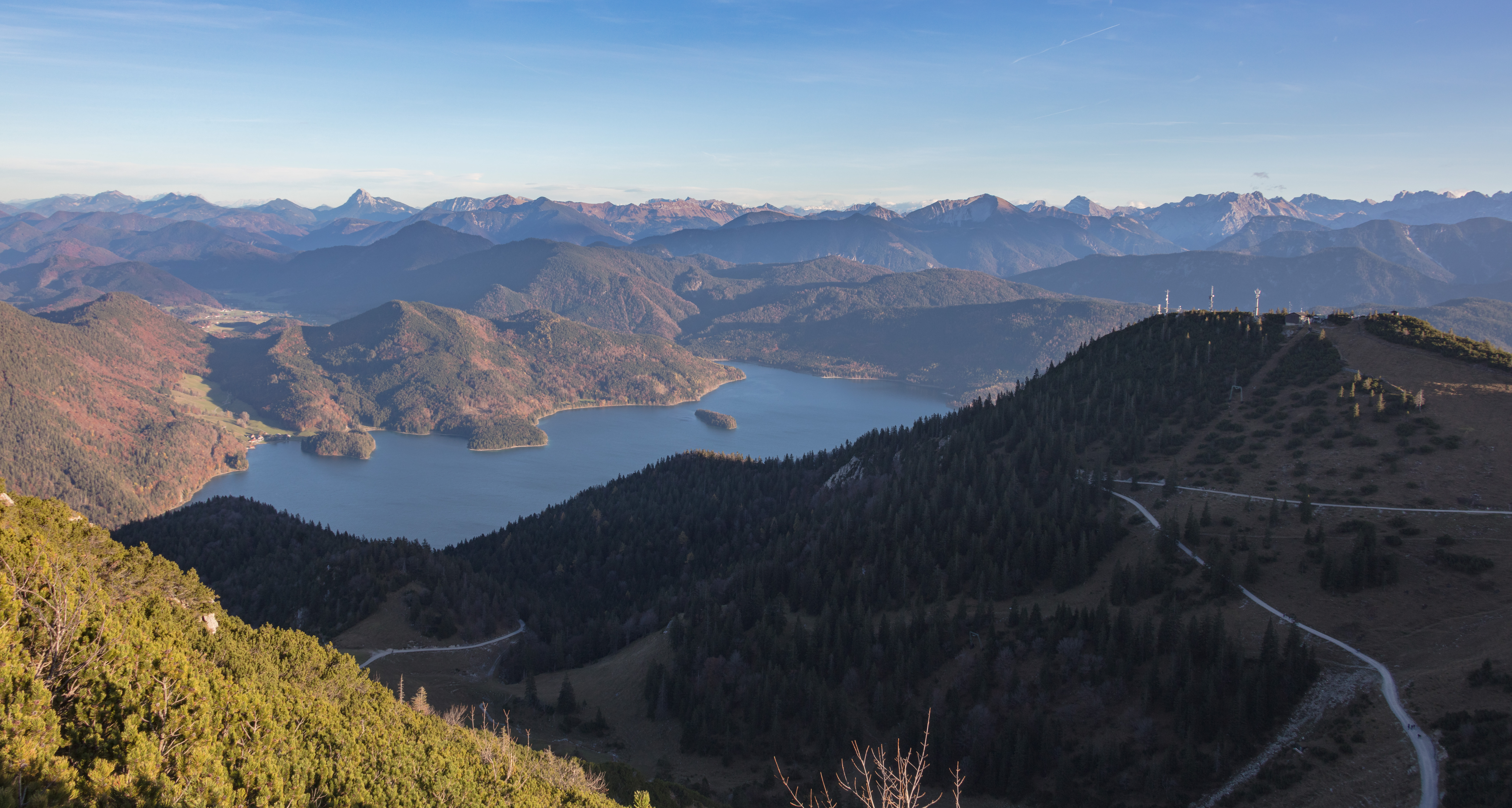
Lago Walchen desde Herzogstand.
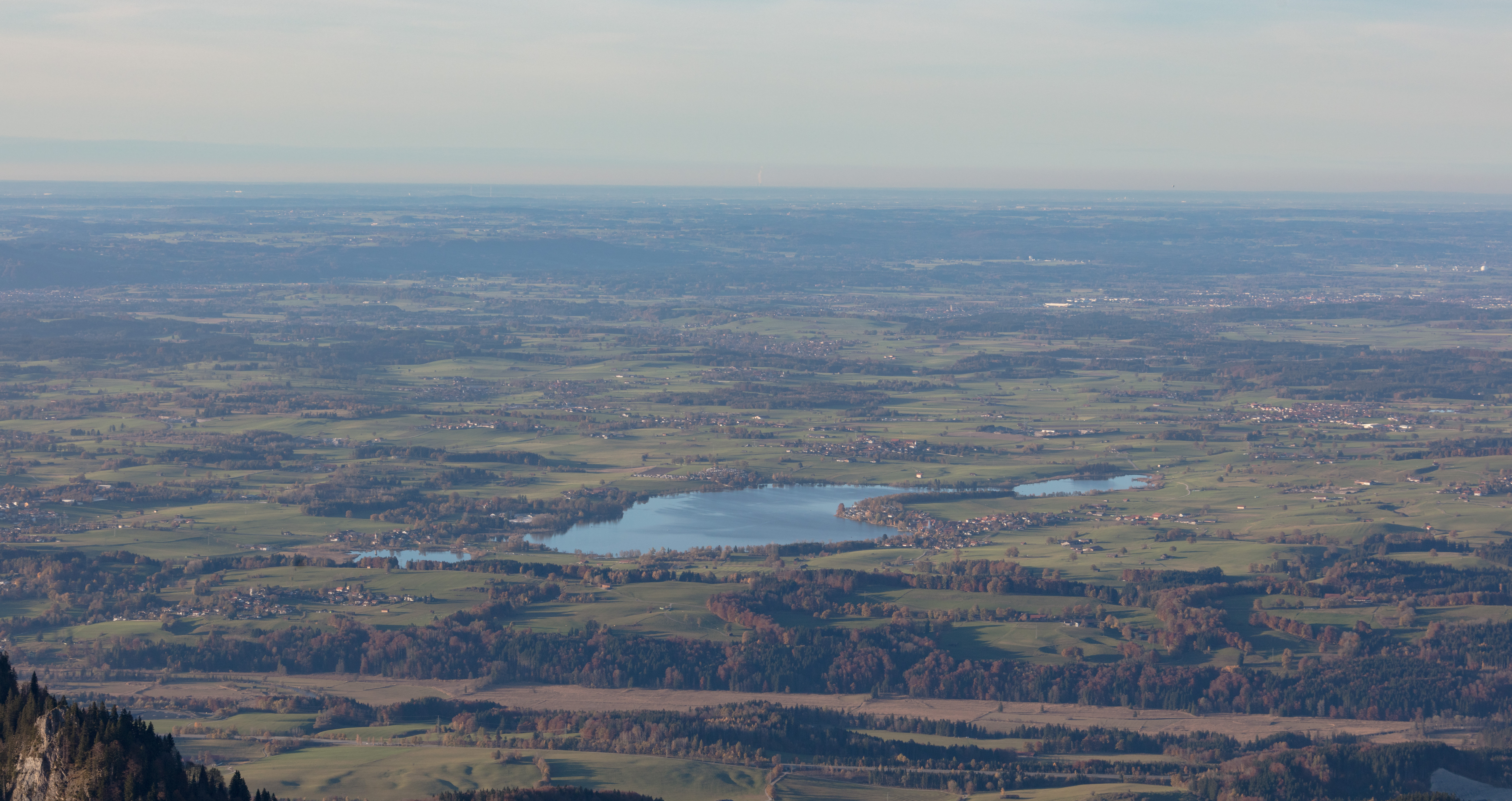
Lagos Rieg y Forschhauser desde Herzogstand.
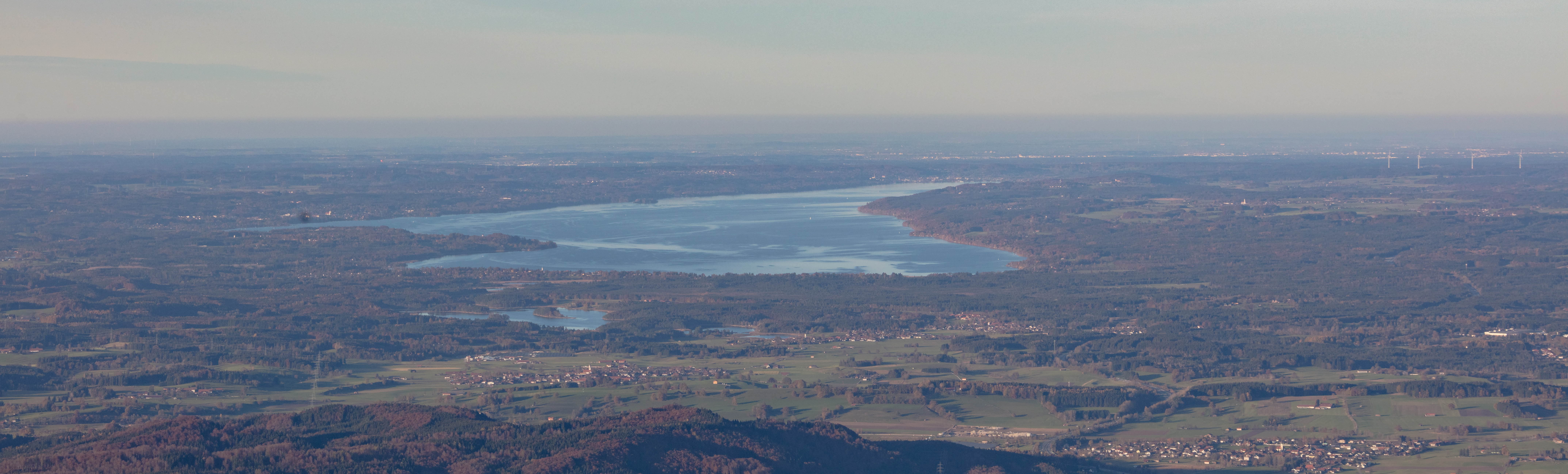
Lagos de Starnberg y Oster desde Herzogstand.